# Alestes macrophthalmus
 Alestes macrophthalmus és una espècie de peix de la família dels alèstids i de l'ordre dels caraciformes.

## Morfologia
- Els mascles poden assolir 60 cm de longitud total.[4][5]

## Hàbitat
És un peix d'aigua dolça i de clima tropical.

## Distribució geogràfica
Es troba a Àfrica.

## Estat de conservació
A l'Àfrica central té importància comercial i, pel que fa a l'Àfrica oriental, els seus principals problemes són la terbolesa de l'aigua i la sedimentació a causa de l'erosió i l'expansió agrícola a les conques hidrogràfiques.